# Новосарајевска лака пјешадијска бригада
Новосарајевска лака пјешадијска бригада је била пјешадијска јединица Војске Републике Српске у саставу Сарајевско-романијског корпуса.

## Историјат
Ово је била једна од бригада ТО РС БиХ, која је као формирана јединица, након одлуке о формирању СРК, 22. маја 1992. године укључена у његов састав. Као и све друге територијалне јединице Сарајевско-романијске регије и она је у периоду од почетка 1992. године до укључивања у састав СРК прошла развојни пут од сеоских стража, преко водова, чета, одреда и батаљона, на крају одлуком Кризног штаба Скупштине општине Ново Сарајево у првој половини априла мјесеца формирана као Новосарајевска лака пјешадијска бригада.
Приликом формирања у њезин састав ушле су сљедеће територијалне јединице:
- 1. пјешадијски батаљон састављен од људства из мјесне заједнице (МЗ) Ковачићи, дијелом МЗ Враца, МЗ Миљевићи и МЗ Петровићи посјео је линију одбране од Кнегињца на Требевићу, преко Осмица, Златишта, Ашчића кућа, подземног војног објекта "Босут" и западном страном Јеврејског гробља до заобилазнице.
- 2. пјешадијски батаљон састављен од дијела људства из МЗ Враца, Озренске и Загорске улице посјео је линију одбране од Озренске улице, дијелом Загорске улице, искључно насеље Шанац до стадиона ФК Жељезничара.
- 3. пјешадијски батаљон састављен од људства из МЗ Лукавица, Топлик и Тилава посјео је линију одбране од Озренске улице, преко Ђукића потока, искључно касарна "Славиша Вајлер Чича" до Вељина и Тилавском четом од Подивича до Улобића.

Међупростор између 1. и 2. пјешадијског батаљона од Јеврејског гробља, дуж заобилазнице, до стадиона ФК Жељезничара покривао је један оклопни батаљон и дијелови пјешадијског батаљона из, тада 49. моторизоване бригаде. Ове двије јединице изишле су и посјеле ову линију одбране 5. априла 1992. године, ради спречавања ескалације сукоба између српских и муслиманских јединица. Поред ова три пјешадијска батаљона овој бригади је припадао и један пјешадијски батаљон који је формиран у новосарајевском насељу Пофалићи. Тај батаљон посједао је линију одбране: полукружно, ивицом насеља на јужним падинама Хума, од брда Хум, Хумском улицом до почетка Орловачке улице и даље Орловачком улицом до виса Обад. Та линија, као уосталом и у другим дијеловима Сарајева, тачно је осликавала етничку границу између Срба и Муслимана и била је веома изломљена. Тако је један дио Орловачке улице, негдје од половине скоро до објекта Обад био у посједу муслиманске стране. Даље је линија одбране ишла ивицом шуме изнад фабрике "Зрак" и
повијала према објекту Жуч. Батаљон није имао физички спој са Вогошћанском лаком пјешадијском бригадом, преко Хума, ни са српском јединицом ТО у Бућа Потоку.Једина физичка веза овог батаљона са српском територијом била је преко објекта Жуч. Физичко растојање између овог батаљона и главнине бригаде износило је просјечно око 1,5 км. Због овакве физичке раздвојености, није било логике да овај батаљон припада Новосарајевској лпбр него некој од бригада које су имале положаје на Жучи и насељу Бућа Поток, са сјеверне стране Сарајева или је требало извршити спајање територије правцем: мост Братства и јединства - управна зграда Енергоинвеста - Фабрика дувана - Терезија. Овдје је било најмање растојање између положаја српских јединица ТО у читавом граду Сарајеву, а у центру тог међупростора налазила се велика касарна ЈНА Школски центар "Маршал Тито".  Поред наведеног, стоји чињеница да је српска страна у вријеме подизања барикада у највећој мјери контролисала овај дио територије. Међутим, није било иницијативе ни од Кризног штаба општине Српско Ново Сарајево, ни од Команде јединица ЈНА да се изврши деблокада касарне и изврши физичко спајање територије сарајевске општине Српско Ново Сарајево. Био је то период када су све одлуке о формирању и распореду јединица ТО РС БиХ доносили општински Кризни штабови и када је Команда јединица ЈНА у Сарајеву само чекала вријеме када ће бити
дислоцирана на простор СР Југославије.
Новосарајевска лпбр није имала развијене јединице подршке и борбеног обезбјеђења, а без професионалних војних и цивилних лица била је лимитирана за извођење неких озбиљнијих борбених дејстава. Због тога је, увидјевши значај овог дијела сарајевског ратишта за свеукупни даљни развој догађаја у Сарајеву и око Сарајева, Команда 4. корпуса ЈНА наредила је 216. брдској бригади да послије успјешно изведених борбених дејстава у долини ријеке Дрине дође на овај простор и предузме потребне мјере за учвршћивање одбране српских насеља и ослободи српске дијелове који још нису били интегрисани у јединствену територију Српског Сарајева. Бригада је у Лукавицу је пристигла 3. маја 1992. године, баш на дан када је извршен масакр над колоном Команде 2. војне области. Одмах након размјештаја отпочела је да предузима мјере на ојачавању одбране Новосарајевске лпбр, и са припремама јединица за ослобађање насеља Грбавица, гдје је већински живио српски народ. Плашећи се да не би дошло до сценарија пресијецања Сарајева на два дијела и рушења свих планова муслиманске стране о успостављању јединствене територије БиХ који би овим чином био остварен, муслиманска Команда ТО у Сарајеву је почетком маја мјесеца 1992. године формирала Оперативну групу са задатком да заузме Пофалиће и у садејству са другим јединицама ТО града Сарајева пробије коридор преко Жучи и Паљева и повеже се са јединицама ТО на подручју Високог. Напад је веома успјешно извршен у раним јутарњим часовима 16. маја 1992. године и већ тога дана Пофалићи су пали у муслиманске руке. Пофалићки батаљон претрпио је велике губитке у живој сили и потпуно се распао. Борци су напуштали положаје и заједно са породицама извлачили се преко Жучи према Рајловцу. Тек сутрадан, 17. маја муслиманским снагама пружена
је колико-толико организована одбрана на јужним падинама објекта Жуч, гдје је овај добро организовани напад заустављен. Посљедица овог пораза била је да је Пофалићки батаљон једноставно нестао из састава Новосарајевске лпбр. Сазнавши за планове Команде ТО Р БиХ за наставак борбених дејстава ради такозване деблокаде Сарајева, ради ојачавања одбране на осјетљивим правцима: Асимово брдо - Враца и Асимово брдо - Лукавица Команда сада 1. рпбр у свој састав укључила је 2. пјешадијски батаљон Новосарајевске пјешадијске бригаде и томе батаљону још припојила људство из Тилавског пјешадијског батаљона са простора МЗ Лукавица. Ради побољшања тактичког положаја 1. рпбр, у врло осјетљивом рејону Асимовог брда на Мојмилу, Команда СРК наредила је 1. рпбр да у садејству са Новосарајевском лпбр прошири слободну територију и овладају објектом Асимово брдо. Напад је извршен 26. јуна и до вечерњих часова успјели су овладати
предњим крајем непријатеља. Да ли због претрпљених губитака, преморености бораца, немања свјежих снага да се уведу у борбу и задрже достигнуту линију или нечег другог, тек јединице су се повукле на полазне положаје. Након овог неуспјелог напада Команда СРК донијела је одлуку да расформира Новосарајевску лпбр и њезин преостали дио припоји 1. рпбр као 4. пб. Командно мјесто бригаде, до доласка 216. ббр у њезину зону одговорности, било је у објекту "Пајацо" а потом у селу Станојевићи до њезиног расформирања и укључивања у састав 1. рпбр. Командант Новосарајевске лаке пјешадијске бригаде био је капетан Момир Гарић. Новосарајевска лпбр, за кратко вријеме свога постојања, имала је велики број погинулих бораца али су они након расформирања бригаде уписани у спискове јединица у које су као дијелови били укључени.